# فرودگاه الینگتون (تنسی)
فرودگاه الینگتون (تنسی) (به انگلیسی: Ellington Airport (Tennessee)) یک فرودگاه همگانی بهره‌برداری هوایی است که یک باند فرود آسفالت دارد و طول باند آن ۱۵۲۵ متر است. این فرودگاه در شهر لویسبورگ، تنسی کشور ایالات متحده آمریکا قرار دارد و در ارتفاع ۲۱۹ متری از سطح دریا واقع شده است.